# Andalusische vroedmeesterpad
De Andalusische vroedmeesterpad (Alytes dickhilleni) is een kikker uit de familie Alytidae.

## Naam en indeling
De soort werd pas in 1995 voor het eerst wetenschappelijk beschreven door Jan Willem Arntzen & Mario García-París. De wetenschappelijke soortnaam dickhilleni is een eerbetoon aan de bekende Nederlandse herpetoloog Dick Hillenius (1927-1987). De kikker staat ook wel bekend onder de namen Hillenius' vroedmeesterpad en Betische vroedmeesterpad.

## Uiterlijke kenmerken
De Andalusische vroedmeesterpad heeft een grote schedel, een verbeend bovendeel en grote oogkassen, die kenmerkend zijn voor het geslacht Alytes. Het dier wordt niet groter dan 5,5 centimeter maar blijft meestal kleiner. De eerste en de vierde vinger zijn even lang, en het dier bezit 3 bolvormige uitstulpingen onder de voorpoten. Dit kenmerk wordt vaak gebruikt om de andere vroedmeesterpadden uit elkaar te houden. De noordelijke verspreiding van de soort overlapt met de gewone vroedmeesterpad (Alytes obstetricans) en de Iberische vroedmeesterpad (Alytes cisternasii). De Andalusische vroedmeesterpad heeft een duidelijk minder wrattige huid dan de gewone vroedmeesterpad en bezit boven op de huid slechts uiterst kleine knobbeltjes, waardoor hij nog meer kikkerachtig aandoet. De kleur is overwegend grijsgroen of olijfgroen. Op de rug bevinden zich onregelmatige lichte of donkere vlekken, de buik is wit en ongevlekt.
Er zijn weinig opvallende verschillen tussen de geslachten te noemen maar de mannetjes zijn vaak kleiner. Net als andere vroedmeesterpadden zijn het altijd de mannetjes die de eieren bewaken. Ze kunnen worden aangetroffen met de eiersnoeren om hun poten gewikkeld. De activiteitsperiode van de soort geschied het hele jaar door en de voortplanting kan zo meerdere keren op gang komen per seizoen, mits de elementen dat toestaan.

## Verspreiding en habitat

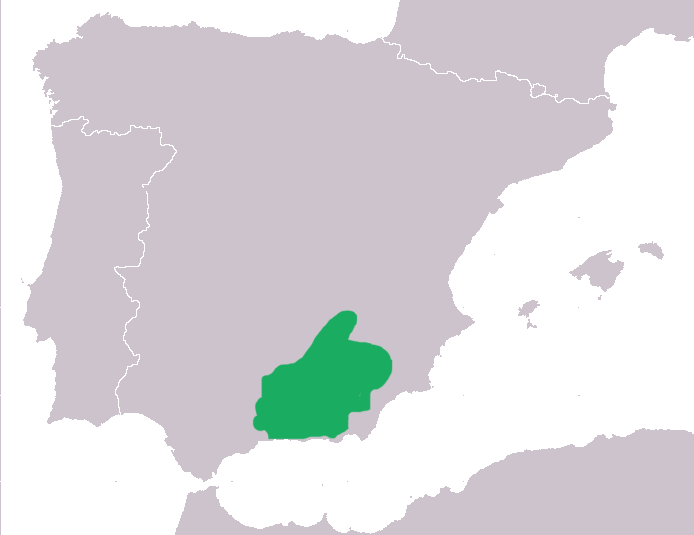
Verspreidingsgebied in het groen.

De Andalusische vroedmeesterpad komt voor in Spanje op een hoogte 700 tot 2140 meter boven het zeeniveau en het verspreidingsgebied bestaat slechts uit het uiterst zuidelijke deel van het Iberisch Schiereiland. De kikker is alleen bekend van enkele bergruggen in Andalusisch Zuid-Spanje: van de Sierra Tejeda, de Sierra de Almijara in het midden-zuiden, tot en met de Sierra de Alcaraz in het noordoosten in de Provincie Albacete. De soort is verder ook te vinden in de bekende bergruggen van de Sierra Nevada in de Provincie Granada en de Sierras de Cazorla en Segura de la Sierra.

## Habitat
De Andalusische vroedmeesterpad is een typische bergsoort en is niet lager dan 450 meter boven zeeniveau te vinden. De kikker houdt zich op in dennen- en eikenbossen, steile hellingen en zelfs licht begroeide of vrijwel kale vlaktes.
De kikker is voornamelijk te vinden in beekbeddingen, bergbronnetjes en andere open permanente wateren. Het is een overwegend schemer- en nachtactief dier. De opvallende en typische roep van deze soort lijkt op een dwergooruil. Typisch voor vroedmeesterpadden is de paring op het land, waarna het mannetje voor de eieren zorgt. Het opgroeien van de larven geschiedt in permanente bergbeken en stromen, echter ook steeds vaker in veedrinkbakken, aangelegde poelen en waterreservoirs.

## Bedreiging en bescherming
Volgens veel gegevens van de IUCN is de soort al vanaf zijn ontdekking relatief kwetsbaar te noemen, en zijn de populaties tot nu toe verder achteruitgegaan. Ook door zijn geringe verspreidingsgebied, dat kleiner is dan tweeduizend vierkante kilometer, is het dier kwetsbaar. De grootte van het areaal is ernstig afgenomen en er wordt nog steeds een reductie van geschiktheid van habitat waargenomen door verdroging en het onttrekken van water in het natuurlijke leefgebied.
Landbouwintensivering waarbij het landgebruik veranderde en de gestandaardiseerde veedrinkputten verdwenen met het vee, daarnaast zijn lange droge periode extra druk op de relatief lange waterbehoefte voor het opgroeien van de larven van de soort.
Voor een belangrijk deel zijn er door omwonende agrariërs en natuurbeheerders speciale maatregelen getroffen voor de soort in de regio. Het aanleggen van stenen drinkputten en poelen is van cruciaal belang geweest om de verschillende populaties enigszins met elkaar in contact te laten komen. Door infrastructurele veranderingen in het landgebruik werden populaties van elkaar afgesneden en dreigde verdere isolering en genetische isolatie. De soort lijkt nu stabiel te zijn, al is het de status "kwetsbaar" nog niet ontgroeid.
De soort is geplaatst op de Appendix II van de Conventie van Bern en op de internationale Rode lijst van de IUCN. Het voorkomen in de beschermde gebieden van Parque Nacional de Sierra Morena, Parque Nacional de Sierra Nevada, en het Natuurreservaat in Cazorla, Segura y las Villas is van groot belang door de hoge beschermingsgraad waar automatisch de vroedmeesterpad hoog op de agenda staat. Verdere ontwikkeling van speciale soortspecifieke maatregelen in Castilla-La Mancha, Andalusia, zoals herstellen en ontwikkelen van nieuwe leefbiotopen is inmiddels in gang gezet.